# 王文统
王文统（1190年代—1262年），字以道，原為金國北京路大定府人，后遷益都（今山東省青州市）。約生於明昌、承安年间（1190年代），元朝政治人物。
王文統為李璮的幕僚，將女兒嫁給李璮。1259年，南宋贾似道督军守鄂州（今湖北省武漢市），宋军一夜间树起木栅环城，阻挡住蒙军进攻，忽必烈十分赞赏，以为贾似道之能，对扈从诸臣说：“吾安得如似道者用之。”刘秉忠和张易向忽必烈推薦王文統。次年，忽必烈即位，命王文統為中書省平章政事。王文統主持制度建設，设置十路宣抚司；完善政府机构；改革五户丝制度，限制投下权利；钞法改革。加強中央集權和漢化改革。窦默、姚枢、許衡等儒學派的官員不同意王文統過分重視功利。中統三年（1262年）山東李璮反元，济南路万户兼总管（世侯）张宏舉報王文統參與謀反，二月廿三，王文統被處死。

## 延伸阅读
[在维基数据编辑]
 《元史·卷206》，出自宋濂《元史》
 《新元史/卷222》，出自柯劭忞《新元史》